# Река
 Тази статия е за водния поток.  За селото в Южна България вижте Река (село).  За селото в Северна България вижте Рекичка (село).
Река̀ е естествен воден поток, най-често сладководен, който протича в естествено речно корито. Възможно е някои реки с времето да пресъхнат, а други да променят посоката си. Началото на дадена река може да е езеро, извор или сливането на по-малки реки, а краят ѝ – друга река, езеро, море или океан. Съществуват и реки, завършващи сляпо в пустини. Пример за такава река е Окаванго, завършваща с делта в пустинята Калахари. В други случаи могат да завършат в безотточна област, образувайки солено езеро. В карстови райони често се образуват подземни реки, които пропадат под земята чрез понор, а се появяват на повърхността чрез карстов извор. Няма официално научно определение за термина река, затова някои държави прилагат критерия за големина.
Реките са част от кръговрата на водата. Основната част от валежите на сушата преминават през реките, преди да достигнат океана. По-малките реки, вливащи се в по-голяма река, се наричат притоци. Елементите на реката са: извор, главна река, речно устие и притоци. Мястото, в което реката се влива в друг воден басейн, се нарича речно устие. Ако то е разделено на ръкави, се нарича делта. Някои делти имат територия по-голяма от тази на България. Устие с формата на фуния се нарича естуар. Реката има горно, средно и долно течение.
Потамологията е наука за изследване на реките, а лимнологията е изследването на континенталните води като цяло. Отдавна енергията на бързите реки и водопади се използва от човека като източник на енергия за работата на мелници и турбини на водноелектрически централи.
Реки от течни въглеводороди са намерени на Титан. Каналите, по-специално тези на Марс, а и на други планети могат да бъдат оставени от съществували преди време реки. Следи от русла на реки се откриват и под съвременното морско равнище, като продължението на Камчия в акваторията на Черно море (което свидетелства, че нивото на световния океан се е покачил спрямо минала геоложка епоха).

## Общи сведения
При всяка река се разграничават място на произхода ѝ – извор и място (участък) при вливането ѝ в море, езеро или при сливането ѝ с друга река – устие. Реките, които директно се вливат в океани, морета, езера или се губят в пясъци и блата, се наричат главни (основни), а вливащите се тях – притоци. Главната река и нейните притоци образуват речна система, характеризираща се с гъстота на речната мрежа.
Повърхността на сушата, от която речната система събира водите си, се нарича водосборен басейн. Водосборният басейн заедно с горните слоеве на земната кора, който включва дадената речна система, отделена от другите речни системи чрез вододели, се нарича речен басейн.
Реките обикновено протичат в продълговатите удължени форми на релефа – долини, чиято най-ниска част се нарича русло, а частта от дъното на долината, заливана от високите речни води – заливна низина или заливна речна тераса. В руслата има по-дълбоки и по-плитки участъци. Линията на най-голямата дълбочина се нарича талвег, в близост до която обикновено преминава плавателния фарватер.
Границата на речното корито на реката се нарича бряг. В зависимост от положението спрямо посоката на течението различаваме ляв и десен бряг. Разликата във височината при източника и устието се нарича пад на реката. Отношението на пада на реката или на отделните участъци към дължината ѝ се нарича наклон на реката (участъка) и се изразява в проценти (%) или в промили (‰).
По повърхността на земното кълбо реките са разпределени доста неравномерно. На всеки континент може да се определят основни вододели – границите на областите на речния отток, вливащ се в различните океани. Главният вододел на Земята разделя повърхността на континентите на 2 основни речни басейна: атлантико-арктически (оттока, който постъпва в Атлантическия и Северния ледовит океан) и тихоокеански (оттока в Тихия и Индийския океан). Обемът на оттока на първия е значително по-голям, отколкото на втория.
Плътността на речната мрежа и посоката на течението зависят от сбора от естествени природни условия, но често запазват в по-голяма или по-малка степен характеристиките на предишните геоложки ери. Най-голяма е плътността на речната мрежа в екваториалния пояс, където протичат някои от най-големите реки на света – най-плътни са на Амазонка и Конго. Реките в тропическите и умерените пояси също така имат голяма плътност, особено в планинските области на Алпите, Кавказ, Скалистите планини. В пустинните области са разпространени пресъхващите реки, които се превръщат от време на време (при интензивни валежи или топене на снегове) в мощни потоци (реките в равнините на Казахстан, уадите в Сахара, Крийк в Австралия и др.

## Хидрология

### Речно течение
Един от характерните белези на реката е непрекъснатото движение на нейните води от извора до устието ѝ. Това движение се нарича речно течение или течение на реката. Причина за речното течение е наклонът на речното корито. В зависимост от този наклон се различават реки с бавно, бързо или буйно течение. Пак според наклона на коритото (макар и произволно) речното течение се дели обикновено на три части: горно, средно и долно течение.
Наклонът на речното корито се определя чрез отношението между разликата във височината на два контролни пункта (между извора и устието или между кои да са две точки от течението на реката) и разстоянието между тях. I = H1 – H2 : L. I – величина на ноклона; H1 – височина при първи пункт; H2 – височина при втори пункт; L – дължина на участъка. Да изчислим наклона на река Волга от изворите ѝ до град Твер. Разстоянието от изворите до град Твер е 448 km, а разликата във височините между двата пункта (Н1-Н2) = 74,6 m. По този начин I = 74,6 : 448 = 0,17 m/km. Докато в горното си течение река Волга има среден наклон от 0,17 m/km, то в долното ѝ течение този наклон е само 0,02 m/km. Затова скоростта на течението на реката постепенно намалява от изворите към устието ѝ.
При движението си речната вода изпитва непрекъснато триене: външно (с брега, с дъното и с въздуха) и вътрешно – между частиците на водата вследствие различната им скорост. Течението е най-бързо в онази част, която е най-отдалечена от дъното, от бреговете и от въздуха, т.е. изпитва най-малко триене. Обикновено речната вода се движи неспокойно и турбулентно. По течението ѝ се образуват многобройни малки или големи водовъртежи, причинени от неравностите на речното дъно и от завоите и чупките по бреговете. При пълноводие водовъртежите се увеличават.

### Надлъжен профил на речното дъно
Профилът на речното дъно в повечето случаи представлява низходяща, леко огъната крива, чийто наклон не е един и същ за различните части на реката. Той е най-голям в горното ѝ течение и е най-малък в долното. При някои реки този наклон е най-голям в горното, а в някои участъци – в средното и дори в долното течение. Такъв е случаят с река Днепър, чийто наклон в горното течение е едва 0,11 m/km, а в областта на праговете (в долното течение) достига 0,42 m/km. Профилът на речното дъно зависи от релефа, от петрографския състав, от геоложкия строеж на местността и от други фактори. Когато реката се спуска от планината, наклонът на нейното корито е голям (например река Марица). При навлизане в твърди скали реката не може да моделира много бързо коритото си и образува прагове (например средното течение на река Нил). Обратно, когато реката тече при малък наклон, тя непрекъснато отлага носените от нея материали, като затлачва коритото си.

### Скорост на речното течение
Скоростта на речното течение не е еднаква в различните части на реката. Тя зявиси преди всичко от наклона на речното легло. По принцип скоростта на речното течение е най-голяма в горното течение и в талвега на реката, а най-малко в долното течение и покрай бреговете и дъното на реката. Скоростта на речното течение се измерва в m/s или в km/h и става чрез плаващи бутилки, хидрометрично витло, динамометри и др.

### Речен отток
| Река        | Среден отток, m³/s |
| ----------- | ------------------ |
| Амазонка    | 175 000            |
| Конго       | 41 200             |
| Яндзъ       | 35 000             |
| Брахмапутра | 33 600             |
| Енисей      | 18 040             |
| Замбези     | 17 600             |
| Лена        | 16 200             |
| Мисисипи    | 15 500             |
| Ганг        | 15 000             |
| Меконг      | 14 800             |

Количествените сравнения между реките могат да се правят въз основа на различни техни характеристики. Най-лесно забележимата сред тях е ширината на реката, но тя варира в широки граници във времето и по дължината на течението, тъй като зависи силно от дълбочината на водното легло и скоростта на течението. Най-често размерът на реката се оценява чрез нейния отток – количеството вода, преминаващо през дадено нейно сечение за единица време. Оттокът се измерва в кубични метри в секунда (m³/s), по-рядко в кубични километри в година (km³/a). Оттокът също варира чувствително във времето и често се наблюдават значителни сезонни колебания, поради което се използват усреднени стойности за продължителни времеви интервали. Определянето на оттока, особено при големи реки, е несигурно поради големите технически затруднения, дори и с използване на съвременните компютърни модели. Така например в средата на XX век оттокът на Амазонка е оценяван на 100 000 m³/s, докато със съвременните методи се оценява на 209 000 m³/s.
Допълнителна мярка за размера на реките е средният минимален отток, който в някои случаи характеризира по-добре типичното състояние на реката. Така например според средния отток река Ин при нейното сливане с Дунав е по-голямата река, но Дунав, с нейния по-балансиран режим на оттока е по-голяма според средния минимален отток. По същия начин при тяхното сливане Сини Нил е по-голям по среден отток от Бели Нил, но по-малък по среден минимален отток. Течението на Нил е също и пример, при който оттокът при устието не е показателен за размера на реката – оттокът след вливането на река Атбара е около 2700 m³/s или над два пъти повече, отколкото при вливането на Нил в Средиземно море. Средните и абсолютни максимални стойности на оттока се използват при оценка на риска от наводнение.

### Дължина
| Река                                  | Дължина, km |
| ------------------------------------- | ----------- |
| Нил                                   | 6671        |
| Амазонка                              | 6520        |
| Яндзъ                                 | 6300        |
| Мисисипи-Мисури                       | 6051        |
| Енисей-Ангара-Селенга-Идер            | 5940        |
| Об-Иртиш                              | 5410        |
| Амур-Аргун-Керулен                    | 5052        |
| Хуанхъ                                | 4845        |
| Меконг                                | 4500        |
| Конго                                 | 4374        |
| Вижте също: Списък на реки по дължина |             |

Дължината на реките също е трудна за измерване и често наличните данни са трудно съпоставими. Основните причини за това са:
- Дължината сама по себе си може да се променя, особено при наличие на променливи меандри
- Често малките извивки в горното течение на реките не се взимат под внимание, за разлика от по-големите в долното течение
- При наличие на ръкави понякога е трудно да се определи кой от тях е представителен

Освен тези затруднения самото определение за дължина не е еднозначно. Например при вливане на реката чрез естуар, тя постепенно се разширява и слива с водния басейн, в който се влива, като за граница на двата водни басейна могат да бъдат приети различни точки. В някои случаи към дължината на река с дадено име се добавят и дължините на нейни притоци, които са по-пълноводни от нея, или просто с добавянето на които би се получила по-голяма дължина. По същия начин ръкавите в речните делти могат да бъдат подбрани, така че да се получи по-голяма дължина, без непременно да са най-пълноводните.
Съставянето на класации на реките по дължина понякога става причина за самоцелното манипулиране на данните, така че да се получи по-голяма дължина. Така дълго време в обращение се намират силно преувеличени данни за дължината на системата Мисури – Мисисипи, а през 2008 година са публикувани формално коректни данни за дължината на Амазонка, в които е добавена дължината на съседния естуар на река Токантинс.
Вж. също речен километър.

### Водосборен басейн
| Река                                            | Площ на водосборния басейн, km² |
| ----------------------------------------------- | ------------------------------- |
| Амазонка                                        | 7 180 000                       |
| Конго                                           | 4 014 415                       |
| Нил                                             | 3 354 562                       |
| Мисисипи                                        | 3 202 230                       |
| Об                                              | 2 972 497                       |
| Парана                                          | 2 582 672                       |
| Енисей                                          | 2 554 482                       |
| Лена                                            | 2 306 772                       |
| Нигер                                           | 2 117 700                       |
| Амур                                            | 1 855 150                       |
| Вижте също: Списък на реки по водосборен басейн |                                 |

Водосборният басейн е областта от сушата, от която дадена река събира своите води, включително водосборните басейни на нейните притоци. Той е отделен от съседните водосборни басейни с вододели. Оттокът на реките зависи до голяма степен от площта на техния водосборен басейн и от климатичните условия в него. Така в областите с екваториален или океански климат реките са значително по-пълноводни от реки с подобен по площ водосборен басейн, но разположен в зони с пустинен или субтропичен климат. Реките с особено големи водосборни басейни, включващи различни климатични области, могат да имат сложен режим на оттока, повлиян от климата в различните части на басейна. Отношението на оттока към площта на водосборния басейн се нарича модул на оттока и варира в широки граници – от стойности, близки до 0 в пустинните райони, до повече от 60 l/s·km² в екваториалните области.
Границите на водосборните басейни са сравнително лесни за определяне при добре изразен релеф и водоплътни скали в геоложката основа. При малки разлики в надморската височина, например в крайбрежните блата около притоците на Амазонка или Ориноко, вододелите са трудноопределими, а често и променливи във времето. При водопропусклива скална основа, като пясъци или карст, повърхностният релеф не отразява границите на водосборния басейн, който зависи от движението на подземните води.
В пустинните райони много реки не достигат до морето, тъй като се изпаряват или попиват преди това. Такива безотточни области могат да бъдат сложно преплетени с водосборните басейни на големи реки, като Нил или Нигер, чиято площ по тази причина може да бъде определена само приблизително.

### Речен режим
Реките се намират в много голяма зависимост от климата. Това е ярко изразено при реките в Западна Европа, където преобладава океанският климат, и реките в Източна Европа, където преобладава континенталният климат. Има множество квалификации за режима на реките, но най-разпространената е тази на руския географ и климатолог Александър Воейков (1842 – 1916). Според нея реките се делят на четири големи групи: реки с преобладаващо дъждовно подхранване, реки с преобладаващо снежно подхранване, реки с преоблодаващо ледниково подхранване и реки със смесено дъждовно и снежно подхранване.

#### Реки с преобладаващо дъждовно подхранване (реки с плувиален режим)
В зависимост от климатичните фактори тези реки се поделят на четири подвида.
- Реки с дъждовно подхранване във влажния екваториален климат. Те са пълноводни през цялата година, но са с максимални води по време на равноденствените валежи. Типични представители на тези реки са Амазонка и Конго.
- Реки с дъждовно подхранване от средиземноморски тип. Тези реки са със зимно пълноводие, свързано с максималните валежи през зимата. През лятото, поради отслабване на валежите и на голямото изпарение, водата им силно намалява, а много от тях пресъхват. Голяма част от реките в България са от този подтип.
- Реки с дъждовно подхранване от мусонен тип. Те са най-пълноводни през лятото по време на мусонните дъждове, а през зимата водите им силно намаляват. Типични представители са реките Яндзъ, Хуанхъ, Амур и др.
- Реки с дъждовно подхранване от западноевропейски тип. Те се отличават с малки колебания през годината поради почти равномерното разпределение на валежите. Снежната покривка в техните поречия е непостоянна и без съществено значение. Такива са реките Темза, Сена, Лоара, Шелда и др.[4]

#### Реки с преобладаващо снежно подхранване (реки с нивален режим)
Този вид реки се поделят на два подвида.
- Реки в равнини със студен климат, които черпят води от разтопяването на снеговете през пролетта и лятото. Такива са повечето реки в северните части на Северна Америка, Европа и Азия.
- Високопланински реки, които са пълноводни през лятото благодарение на разтопяването на снеговете и на ледниците. Към тях спадат реките, които не получават почти никакви дъждовни води през лятото (реките в Средна и Централна Азия) и такива, които получават и дъждовни води (реките, които водят началото си от Алпите).[4]

#### Реки с преобладаващо ледниково подхранване
Оттокът на тези реки се поддъра изключително от топенето на ледниците. Това се предимно малки и къси реки в Хималаите, Каракорум, Хиндукуш, Тяншан, Алпите и др.

#### Реки със смесено дъждовно и снежно подхранване (реки с плувиално-нивален режим)
Тези реки се отличават с голямо пролетно пълноводие благодарение на бързото топене на снеговете и с вторично прииждане през есента вследствие засилване на валежите. Към тях спадат реките в Източна Европа, Западен Сибир, Канада и др.
Тази квалификация е твърде обобщена. В действителност картината е много по-сложна. Много от реките, които имат голяма дължина, са развили своето поречие в области с различен климат, релеф, надморска височина и др. и е много трудно такива реки да бъдат отнесени изцяло към един или към друг тип.

### Замръзване на реките
Реките в полярните и в умерените ширини през студения период на годината замръзват. Замръзването започва най-напред покрай бреговете и след това се разширява навътре в реката. За да започне да замръзва една река, необходимо е температурата на водата да се понижи до 0°С (в действителност до −0,1°С, −0,2°С), тъй като речната вода съдържа известно количество соли, които понижават точката на замръзване. Първоначално във водата започват да се образуват ледени кристалчета и иглички, които непрекъснато се увеличават и образуват ледена шуга. При по-нататъшното изстиване на водата се появяват подвижни ледени блокове, а покрай бреговете се образува постоянна ледена кора. При няколкодневно силно застудяване ледоходът бързо се увеличава, докато най-после ледените блокове се споят и се образува цялостна ледена покривка.
Освен по повърхността ледени кристали могат да се образуват и по дъното на реката. Това става, когато в дълбочина температурата също се понижи до −0,1°С, −0,2°С. Това е т.нар. дънен лед. Образувалите се по дъното ледени кристалчетакато като по-леки изплават на повърхността и се полепват по долната страна на повърхната ледена покривка. По този начин ледът непрекъснато надебелява отдолу. Дебелината на ледената кора е различна – от няколко сантиметра до метър и повече. В някои случаи в Сибир е наблюдаван речен лед с дебелина 1,5 – 2 m. От разтопяването на снега или от разливането на речната вода (през пукнатини на леда) след ново застудяване може да се получи надебеляване на ледената покривка отгоре.
Ледът се разтопява през пролетта поради няколко причини: слънчево греене, стичане на по-топла вода отстрани и върху него, размиване отдолу под влияние на самата река. Решително значение има прииждането на високите пролетни води. Под техния напор ледът се издига, напуква се на късове и се отнася от течението. Когато настъпи размразяване по горното течение на реката, носеният лед понякога се натрупва върху още неразмразилата се средна или долна част на течението или се събира между теснините, образувани от близко разположени острови. Образуват се гграмадни преградни ледени стени наречени запори. Нивото на реката зад такива запори се повишава извънредно много, водата излиза от бреговете си и наводнява околните земи. Подобен запор по течението на река Дунав е причинил силното наводнение в град Видин през март 1942 г. Това явление е много характерно за големите сибирски реки (Об, Енисей, Лена и др.), които текат от юг на север. Докато ледената покривка в горните им течения се разтопява в началото на пролетта, то в средните и долните им течения тя се задържа до късна пролет или началото на лятото.

### Състав, флора и фауна
Химичният състав на речните води е сложен и зависи от навлизането на вещества от атмосферата, от геоложката основа, през която протичат и от изхвърляните в тях продукти от дейността на хората. Химичният състав на водата оказва силно въздействие върху растителността и животните в реките, както и върху възможностите за използване на водите от хората.
Флората и фауната на реките е различна от тази на океаните, защото водата има различни характеристики, особено солеността. Видовете, които обитават реките, са принудени да се адаптират към течението и неравностите на терена. Въпреки това има много изключения, като например сьомгата, която хвърля хайвера си в горните течения или в планинските речни басейни, сладководните акули в Амазонка, Замбези, Ганг и др., речните делфини, както и някои други морски видове.
Поддържането на реките е непрекъсната дейност, тъй като реките са склонни да премахват промените, направени от хората. Каналите се заливат, механизмите на шлюзовете се влошават с възрастта, дигите и язовирите могат да претърпят катастрофално спукване или разкъсване. Например в части от развития свят, реките са ограничени в рамките на канали, за да се освободят плоски, преди наводняеми земи за развитие. Наводненията могат да заличат подобно развитие с високи финансови разходи и често със загуба на живот.
Реките се поддържат и за опазване на средата на живот, тъй като те са от решаващо значение за много водни и крайречни растения, мигриращи риби, водолюбиви птици, хищни птици, мигриращи птици и много бозайници.

## Екология
Реките са част от влажните зони, разпръснати в различни местообитания и видове, някои от които са временни. В северното полукълбо видове като сьомга, бобри, видри, раци, безгръбначни, както и водорасли и други растения имат важни функции. Някои от тези видове са застрашени и са в червения списък, или са видове, защитени от законодателството за околната среда.
Реките са подложени на многобройни замърсявания (битови, градски, промишлени, селскостопански), което означава, че сладководните организми са сред най-застрашените видове в света. Много реки все още са засегнати от хронично замърсяване с нитрати и пестициди.
В ландшафтната екология реките играят важна роля в биологичния коридор и по този повод законът изисква да не се фрагментира изкуствено без ефективни компенсационни мерки, позволяващи на видовете да се движат по цялата водна площ на реката.
Според проучване от 2010 г., 80% от населението на света живее в райони, където реките сериозно застрашават достъпа до вода за населението. Това международно изследване се основава на компютърно моделиране, като се вземат предвид 23 фактора (степен на урбанизация, селскостопанско и промишлено развитие, извличане на вода, ниво на замърсяване и др.), за да направи оценка на състоянието на най-големите реки по света.

## Използване на реките
От древни времена реките се използват в качеството си на източник на прясна вода, за добив на храна (риболов), за транспортни цели, в качество на защитна преграда, за разграничаване на територии, като източник на неизчерпаема енергия (за работа на машини и съоръжения (например воденица) или турбина на ВЕЦ), за къпане, напояване на селскостопански земи и като място за изхвърляне на отпадъци.

### За навигация
От хилядолетия реките се използват с навигационни цели. Най-ранните свидетелства за навигация по реките са от цивилизацията по долината на река Инд, съществувала в северозападната част на съвременен Пакистан около 3 300 г. пр.н.е. Употребата на речна навигация в стопанските дейности на човека продължава широко да се използва по най-големите реки на света, като Амазонка, Инд, Ганг, Нил и Мисисипи. Количеството на вредните газове, произвеждани от речните съдове, по целия свят често не се регламентира и не се регулира, което способства за постоянното изхвърляне в атмосферата на Земята на големи количества парникови газове, както и за повишаване на заболеваемостта сред местното население в резултат на постоянното вдишване на вредни частици, изхвърляни във въздуха от водните транспортни средства. Реките се използват и за естествен пренос на дървен материал. В някои силно залесени региони, като например Скандинавия, Сибир и Канада, дървосекачи използват реката за пренасяне на отсечени трупи по течението за по-нататъшна обработка, което спестява много усилия и разходи.

### За храна, спорт и почивка
Реките са използвани като източник на храна от древни времена. Водата им може да се използва за пиене и напояване. Те са богат източник на риба, раци, жаби и други водни животни, които могат да се използват за консумация. Почти всички големи градове по света са построени около реки. В тях се изливат и отходни води и служат за изхвърляне и на други отпадъци. Бреговете на реките могат да се използват за къмпинг, любителски риболов, отдих, или плаж. Водопадите привличат обикновено туристи, а по-бурните реки – любители на каяка.

### Като източник на енергия
Бързотечащите реки и водопади са широко използвани като източници на енергия във воденици и водноелектрически централи. Водениците и мелниците са в употреба в продължение на стотици години. Преди изобретяването на парната машина, водениците се използват за смилане на зърнени култури и за обработка на вълна и други текстилни изделия по цяла Европа. През 1890-те възникват първите машини за генериране на енергия от водите на реката и през последните десетилетия се наблюдава значително увеличение на развитието на производството на електроенергия от вода, особено във влажни и планински райони като Норвегия.

### Граници
Реките играят важна роля в определянето на политическите граници и при защитата на страните от нашествия на външни врагове. Например Дунав е част от древните граници на Римската империя, а в днешни времена реката формира голяма част от границата между България и Румъния.

## Наводнение
Пълноводието е част от естествения цикъл на реката – една от фазите на водния режим на реките, ежегодно повтарящ се през един и същ сезон – относително дълго и значително увеличение на водите на реката, което води до покачване на нейното ниво. Обикновено се придружава с излизане на реката от коритото ѝ и наводнения.
Разлив е фаза от водния режим на реката – сравнително кратко и периодично повишаване на нивото на водата в реката, причинени от силно топене на сняг, лед или от проливни дъждове. За разлика от пълноводието, разливите не се повтарят периодично и могат да се появят по всяко време на годината. Значителните разливи могат да доведат до наводнение. По време на разливите по реката се формира разливна вълна.
Наводнението е наводняване на местността в резултат на покачването на нивото на водата в реки, езера, морета, причинени от дъждове, силно снеготопене, ударни щормове по крайбрежието и редица други причини, които причиняват увреждане на здравето на хората и дори могат да доведат до тяхната смърт, както и до материални щети. Щормовите вълни в крайбрежните речни устия и ветровитите крайбрежни райони на морета и големи езера също могат да вкарат значителни количества вода. Явлението е възможно по всяко време на годината. Характеризира се с липса на периодичност и значително повишаване на нивото на водата.
По време на наводнението протича ерозия в речните корита и отмиване на слоеве от бреговете. В много от развитите райони по света човешката дейност е променила формата на коритата на реките с цел намаляване интензитета и честотата на възникващите наводнения. Като примери на човешко въздействие върху естественото състояние на реката могат да се посочат конструирането на язовири, коригиране на коритата, строителство на канали, насипи и диги и пресушаване на крайречни блата. В повечето случаи лошото управление на човешката дейност в крайбрежните разливни зони води до рязко увеличение на риска от наводнения:
- Изкуственото изправяне на коритото на реката позволява на водата да тече по-бързо, увеличавайки риска от наводнения в областите надолу по течението;
- Промяната на характера на заливните зони на реките премахва естествените водохранилища, което отново води до повишаване на риска от наводнения по течението;
- Създаването на изкуствени диги или язовири може да защити областта, която се намира надолу по течението (зад язовирната стена), но не и тези области, които са разположени нагоре по течението;
- Наличието на язовирни стени, както и изправянето и укрепването на речните брегове (например създаването на насипи и др.) също може да увеличи риска от наводнения в областите, разположени нагоре по течението. В резултат на това се затруднява оттока на реката и се увеличава натиска, упражняван върху низходящия поток, което е свързано с пречките пред нормалното оттичане на водата поради стеснението на канала, заключен между укрепените брегове.

## Подземни реки
По-голямата част от реките (но не всички) текат по повърхността на Земята. Потоците на подземните реки текат в пещери, кухини и подземни тунели. Този вид реки често се среща в райони с варовикови (карстови) отлагания. Освен това се разграничават и пещери, оформени в ледници и образувани от разтопянето им. Такива пещери има в много ледници. Разтопената ледникова вода се абсорбира от леда чрез големи пукнатини или пресечни точки, образуващи проходи, понякога позволяващи преминаването на човек. Дължината на подобни пещери може да е до няколкостотин метра, дълбочината – до 100 или повече метра. През 1993 г. в Гренландия е открита и изследвана гигантската ледена яма „Изортог“ с дълбочина 173 m, чиито воден поток през лятото е над 30 m3. Поради наличието на „покрив“, формиран от геоложки пластове, непроницаеми за вода (или лед) и високото налягане, насочено към страната на лежащия отгоре масивен ледник, се създава така наречения топографски градиент – такива реки могат да текат дори нагоре.
Вода, като правило, има в много пещери, и карстовите пещери дължат произхода си на нея. В пещерите могат да бъдат намерени кондензатни слоеве, капки, потоци и реки, езера и водопади. Сифоните в пещерите значително усложняват преминаването, изискват специално оборудване и подготовка.
Подземната река Пуерто Принсеса е подземен поток близо до филипинския град Пуерто Принсеса, на остров Палаван (Филипини). Тази река, дълга около 8 km, преминава в пешера под земята, в посока към Южнокитайско море. В района ѝ е създаден национален парк „Подземна река на град Пуерто Принсеса“ – резерват, който се намира на 50 km от града. Друга известна подобна река има на полуостров Юкатан в Мексико. И двете подземни реки дължат произхода си на карстовия релеф. Водата в тези реки променя посоката на течението си, намирайки път надолу, благодарение на разтварянето на карбонатните скали и образуването на голяма подземна речна система.
Река Хамза е неофициалното име на подземното течение под руслото на Амазонка. За откритието на „реката“ е обявено през 2011 г. Неофициалното име е дадено в чест на индийския учен Валия Хамза, който над 45 години се занимава с изследването на Амазонка.